# Indriði Sigurðsson
Indriði Sigurðsson (født 12. oktober 1981 i Reykjavík, Island) er en islandsk tidligere fodboldspiller (forsvarer). Han spillede hele 65 kampe for det islandske landshold i perioden 2000-2014.
På klubplan repræsenterede Sigurðsson KR Reykjavik i hjemlandet, og var desuden en årrække udlandsprofessionel. Han tilbragte adskillige år i Norge, hvor han var tilknyttet både Lillestrøm, Lyn og Molde, og havde desuden et ophold på tre år i Belgien hos KRC Genk. Han vandt både et mesterskab og en pokaltitel med KR i 1999.

## Titler
Islandsk mesterskab
- 1999 med KR Reykjavik

Islands pokal
- 1999 med KR Reykjavik